# Markus Jackson
Markus Jackson (* 26. März 1978 in Herdecke als Markus Röwenstrunk) ist ein deutscher Basketballtrainer.

## Werdegang
Unter seinem Geburtsnamen Markus Röwenstrunk spielte er in der Jugend des Rhöndorfer TV sowie für den Verein in der Herren-Oberliga, 1998 erlangte er am Schloss Hagerhof die Hochschulreife. Im Herrenbereich spielte er 1998/99 beim Zweitligisten Paderborn Baskets, dort war Patrick Elzie sein Trainer. Mit Elzies Hilfe ging er 1999 in die Vereinigten Staaten, dort studierte Röwenstrunk bis 2001 in Kalifornien am College of the Sequoias und spielte für dessen Basketballmannschaft. Hernach setzte er sein Studium im selben US-Bundesstaat an der California State University, Stanislaus fort und gehörte bis 2003 der Basketballmannschaft der Hochschule an.
2003/04 spielte er in Herford, 2004 stand er im Aufgebot des Zweitligisten MTV Kronberg und ging dann nach Aachen, wo er an der Rheinisch-Westfälischen Technischen Hochschule (RWTH) sein Studium der Psychologie zum Abschluss brachte. In der Stadt betätigte er sich bei der SG Aachen des Weiteren auch als Basketballtrainer und war wissenschaftlicher Mitarbeiter am Institut für Arbeitswissenschaft der RWTH. Bis 2013 war er in Aachen beschäftigt.
In der Saison 2013/14 führte er die zweite Herrenmannschaft des SC Rasta Vechta als Trainer zum Gewinn des Oberliga-Meistertitels und war des Weiteren in die Jugendarbeit des Vereins eingebunden. Im Sommer 2014 wurde Röwenstrunk Co-Trainer von Vechtas Zweitligamannschaft, war bei den Niedersachsen als solcher während der Saison 2014/15 zunächst unter Stephen Arigbabu sowie ab Ende Januar 2015 unter Elzie tätig.
Ende September 2015 übernahm Röwenstrunk das Traineramt beim Regionalligisten BBG Herford. Er stand bis zum Ende der Saison 2016/17 bei dem Verein unter Vertrag. Ab dem Beginn des Spieljahres 2017/18 betreute Röwenstrunk den Drittligisten Cuxhaven Baskets, Anfang März 2018 wurde das Amt an Stephan Völkel übergeben, während Röwenstrunk in der Mannschaft fortan andere Aufgaben wie die Gegnersichtung sowie Tätigkeiten in Cuxhavens Nachwuchsarbeit ausübte.
Im Dezember 2018 heuerte er als Cheftrainer beim Drittligisten Dresden Titans an. Nach dem Klassenerhalt mit den Sachsen wurde sein Vertrag in Dresden nicht verlängert. Er wurde im Sommer 2019 Trainer der Dragons Rhöndorf (1. Regionalliga), bereits im Oktober 2019 kam es wieder zur Trennung, nachdem die Mannschaft in sechs Ligaspielen unter seiner Leitung eine ausgeglichene Bilanz erreicht hatte.
Ab September 2020 war Röwenstrunk bei den RheinStars Köln als Trainer im Jugendleistungssport beschäftigt und betreute die U16-Mannschaft des Vereins in der Jugend-Basketball-Bundesliga. Während seiner Kölner Zeit änderte er seinen Namen in Markus Jackson.
Nach seinem Weggang aus Köln war er für die BG Bonn tätig. In der Sommerpause 2024 stieß Jackson zum Trainerstab des Zweitligisten Artland Dragons. Bei der Mannschaft hatte zuvor Pat Elzie das Amt des Sportdirektors übernommen, mit dem Jackson früher in Paderborn und Vechta zusammengearbeitet hatte. Im Januar 2025 wurde Jackson bei den Quakenbrückern zum Cheftrainer befördert, um den erkrankten Elzie zu ersetzen, der im vorherigen Verlauf der Saison 2024/25 auch die Aufgabe als Trainer angetreten hatte. Jackson stieg im April 2025 mit der Mannschaft als Tabellenvorletzter sportlich aus der 2. Bundesliga ProA ab. Da Dresden im Mai 2025 seinen Lizenzantrag zurückzog und anschließend auf den letzten Tabellenplatz versetzt wurde, rückte Jacksons Mannschaft nachträglich auf einen Nichtabstiegsplatz. In der Sommerpause 2025 wurde er als Quakenbrücks Trainer von Hendrik Gruhn abgelöst.